# 石渠寶笈
《石渠寶笈》，記載清代內府收藏的歷代書法和繪畫的專書，分為初編、續編、三編。其名称源于西汉皇家藏书之所“石渠阁”。清代皇帝與太后篤信佛教與道教，藏品眾多，内府所藏宗教类書畫著錄則編入《秘殿珠林》。
中國歷代的內府書畫收藏，籤軸繁複。宋徽宗曾敕編《宣和畫譜》，為官修繪畫著錄的重要典籍。清朝皇帝將書畫名蹟分別庋藏於亁清宮、養心殿、重華宮、御書房。乾隆時在三希堂、攸芋齋、翠雲館、漱芳齋、靜怡軒、三友軒等處所，亦皆有書畫藏品登錄。康熙朝敕編的《佩文齋書畫譜》對《秘殿珠林》和《石渠寶笈》的編纂，具有啟發和影響。清高宗在長達六十年執政期間，二度命官員編纂《秘殿珠林》與《石渠寶笈》，乾隆九年（1744年）二月（1743年）开始编撰《石渠寶笈》，初编成书於乾隆十年（1745年），共44卷，参与编修者有張照、梁詩正、勵宗萬、張若靄、莊有恭、裘曰修、陳邦彦、觀保、董邦达等。
续编工作與《秘殿珠林》的續編同時進行，编纂工作始于乾隆五十六年（1791年）正月，成书於乾隆五十八年（1793年），共40册，编修者有王杰、董誥、彭元瑞、金士松、沈初、玉寶瑚、圖禮、吳省蘭、阮元、那彦成等十人。
三编與《秘殿珠林》的三編同時進行，编纂工作始于乾隆五十八年（1793年）二月，成书於嘉庆二十一年（1816年），共28函，参与编修者为英和、吳其彦、黄钺、姚文田、張鱗、顧皋、朱方增、吳信中、龍汝言、沈維鐈、胡敬等十一人。
前後共耗時74年，朝廷命人缮写成「朱丝栏抄本」，深藏於宫中。
《石渠寶笈》與《秘殿珠林》幾乎是同時進行編撰工作，故合称《石渠宝笈·秘殿珠林》。
1918年上海涵芬樓曾出版《石渠寶笈》初、續兩編，臺北國立故宮博物院1969年影印出版《石渠宝笈》三编，1971年影印出版《石渠宝笈》初、續兩編。2004年元月深圳雅昌艺术网出版《秘殿珠林石渠宝笈汇编》12册。